# Hidroxicina

La Hidroxicina pertenece al grupo de los antihistamínicos de primera generación y está indicado para rinitis alérgica, insomnio (no es un medicamento de primera línea), ansiolítico, reacciones de hipersensibilidad y dermatitis atópica. Tiene como característica que atraviesa la barrera hematoencefálica, por lo que tiene efecto sedante, y puede aliviar los síntomas de ansiedad y psicosis; actúa también como antiemético. 

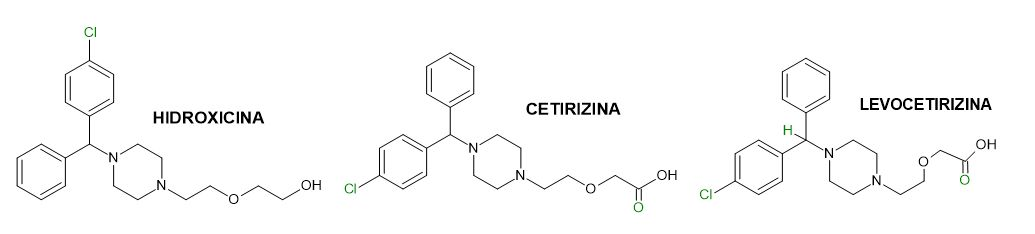
Comparación de las fórmulas de hidroxicina y sus derivados.

## Historia
Los antihistamínicos de primera generación surgieron en la década de 1940 y representaron un gran progreso a la farmacología. La Hidroxicina fue sintetizada por primera vez en Bélgica y se introdujo al mercado en 1955. En 1998 fue sintetizado y desarrollado el metabolito activo de la Hidroxicina (Cetirizina) y fue introducido en el mercado como un antihistamínico de segunda generación.

## Farmacocinética

### Vías de administración
- Vía oral
- Vía intramuscular

### Absorción
La Hidroxicina se absorbe rápidamente en el tracto gastrointestinal, principalmente con  estómago vacío, y en el intestino delgado mediante transporte activo y difusión pasiva. Las tabletas y las cápsulas se absorben más lentamente que la solución oral. Es liposoluble al pH del organismo y la biodisponibilidad del medicamento está alrededor del 80 a 90%. Este antihistamínico tiene una variación del pH dependiendo de la presentación y el tipo de excipiente que contenga, en solución oral se ha medido que tiene un pH en 7, sin embargo a medida que avanza por el intestino delgado este puede disminuir hasta alcanzar valores de 6.

### Distribución
La hidroxicina se une a proteínas plasmáticas como la albúmina. Se distribuye uniformemente en todos los tejidos esto permite que este medicamento llegue a los tejidos donde hay inflamación para cumplir con su objetivo antihistamínico y atraviesa la barrera hematoencefálica con efectos sedantes y ansiolíticos. El volumen de distribución varía dependiendo de la edad de los pacientes, por ejemplo para un niño, el volumen de distribución va desde los 2 a los 4 l/Kg (litros por kilogramo de peso corporal) debido a su diferencia en peso y composición corporal en comparación con un adulto, en los adultos el volumen de distribución es de 2 a 3 L/Kg, mientras que en personas de la tercera edad su volumen de distribución va a cambiar debido a las diversas condiciones del paciente puesto que en un adulto mayor el flujo  sanguíneo tiende a disminuir en los diferentes tejidos, así como la  el contenido de agua corporal que afectaría este proceso.

### Metabolismo y metabolitos
Se metaboliza en el hígado por el sistema de Citocromo P450 (CYP3A4). El principal metabolito formado es la cetirizina (aproximadamente el 45% de la dosis oral) los otros metabolitos tienen menor actividad. La vida media de la hidroxicina en adultos es de aproximadamente 14 horas promedio (7-20 horas). Los lactantes y los ancianos metabolizan más lento el medicamento, con estos cambios la excreción de la hidroxicina  tiende a disminuir, por eso es recomendable ajustar la dosis.

### Excreción
La Hidroxicina y sus metabolitos se eliminan por vía renal. Un pequeño porcentaje de la dosis administrada se excreta sin cambios en la orina.

## Farmacodinamia

### Mecanismo de Acción
Es un agonista inverso que se usa como antagonista de los receptores histamínicos H1, ubicados en músculo liso, células endoteliales, glándulas exocrinas, los nervios periféricos y el SNC. Disminuye la vasodilatación producida por histamina y la permeabilidad capilar; Disminuye la estimulación de las terminales libres nerviosas con lo cual disminuye el ardor, el prurito y la quemazón.  En vías aéreas y glándulas  inhibe las secreciones por antagonismo de receptores muscarínicos. También antagoniza receptores alfa 1 adrenérgicos Cuando el receptor H1 se une a su ligando, convierte el GDP en GTP, estimulando la acción de la Fosfolipasa C (PLC) que va a convertir el 4,5-bifosfato de fosfatidilinositol (PIP2) en 1,3,4 trifosfato de inositol (IP3) y diacilglicerol (DAG). El DAG va a activar la proteína kinasa C (PKC) dependiente de Ca2+ y fosfolípidos, mientras que el (IP3) induce la liberación de Calcio de los depósitos intracelulares lo que aumenta la concentración de Ca2+ citoplasmático, esta nueva concentración de Ca2+ induce la síntesis de ácido araquidónico mediante la fosfolipasa A2, así como de Óxido nítrico por estimulación de la sintasa de óxido nítrico.

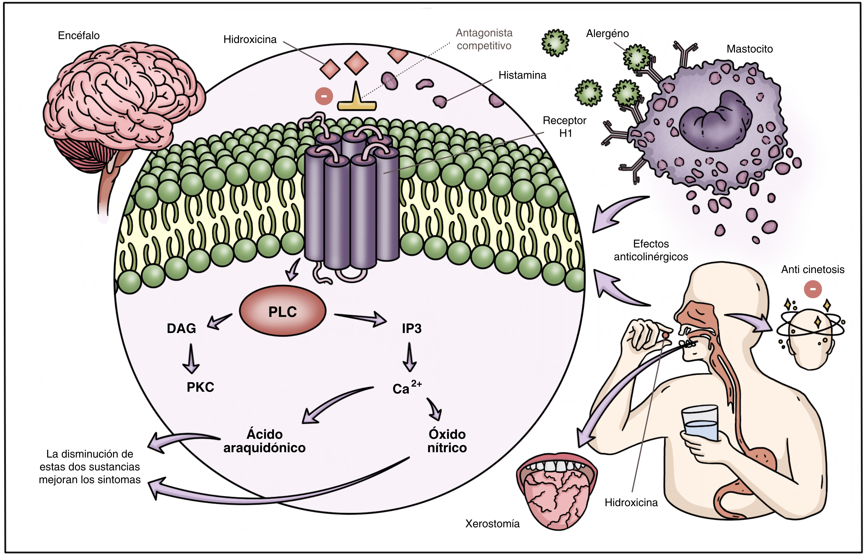
Se observa la estimulación de los mastocitos por medio de un alergeno en sistema nervioso central.

### Efectos
- Sistema Gastrointestinal: antinauseoso, antiemético, antiespasmódico, estreñimiento
- Sistema Nervioso Central: Somnolencia, xerostomía, ansiolítico, antihistamínicos
- Sistema Respiratorio: Antihistamínicos, broncodilatación, anticolinérgico.
- Sistema cardiovascular: Anticolinérgico, bradicardia.[6]

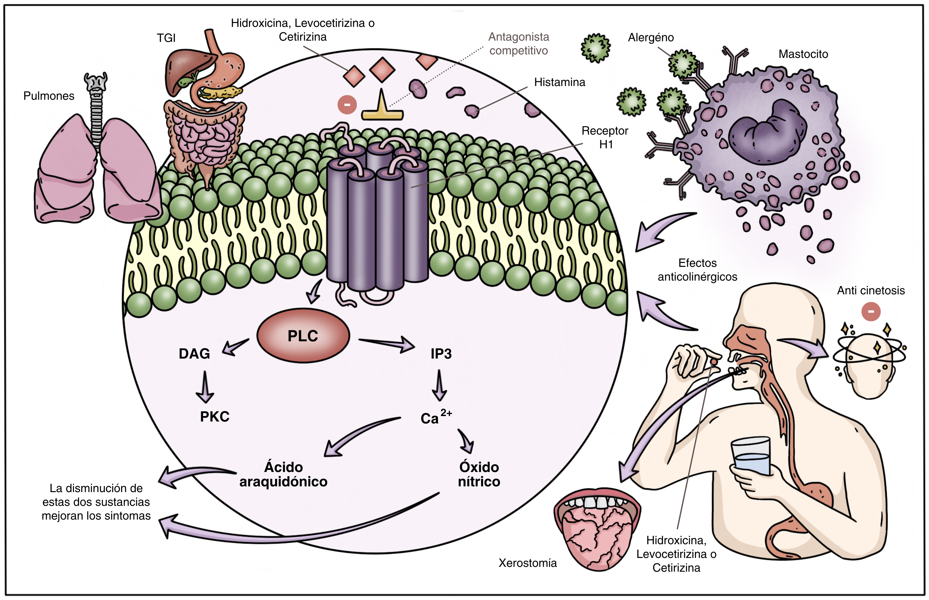
Mecanismo de acción de Hidroxicina en músculo liso de vías respiratorias y tracto gastrointestinal.

La actividad antihistamínica y broncodilatadora de la hidroxicina se ha probado experimentalmente. Así mismo, se ha probado que tiene un efecto antiemético y anticinetósico. La hidroxicina a dosis terapéuticas no aumenta la secreción o acidez gástrica y en la mayoría de los casos proporciona beneficios antisecretores leves. La reducción de prurito y ronchas se ha evidenciado después de una inyección intradérmica de histamina o antígenos en adultos y niños experimentalmente. Su eficacia se ha demostrado en el alivio del prurito de varias formas de urticarias, eczema y dermatitis.
El  efecto ansiolítico se han confirmado debido a los registros de estudios de sueño en pacientes con ansiedad o insomnio que revelan un aumento del tiempo de sueño total, una reducción del tiempo total de despertares nocturnos una reducción de la latencia del sueño, En pacientes con mucha ansiedad se ha comprobado que tras tomar una dosis diarias de 3 x 50 mg experimentan una reducción de la tensión muscular.

### Interacciones
| Fármacos que interaccionan con hidroxicina               | |
| Fármaco                                                  | Resultados de la interacción |
| Sedantes y tranquilizantes (por ejemplo Benzodiacepinas) | Farmacodinamia: Puede aumentar la sedación el efecto depresor del sistema nervioso central                                                                                        |
| Antidepresivos tricíclicos y antipsicóticos              | Farmacodinámica: Puede potenciar los efectos anticolinérgicos de estos fármacos, como sequedad de boca y estreñimiento                                                            |
| Inhibidores de la monoamino oxidasa (IMAO)               | Farmacodinamia: La administración simultánea puede aumentar el riesgo de efectos secundarios como sedación, confusión y disminución de la coordinación                            |
| Inhibidores de CYP3A4 (Antibióticos y azoles)            | Farmacocinética: Aumento de los niveles de hidroxicina en sangre, lo que puede intensificar sus efectos.                                                                          |
| Inductores de CYP3A4 (Barbituricos)                      | Farmacodinamia: Reducción de los niveles de hidroxicina en sangre, lo que puede disminuir su eficacia.                                                                            |
| Diuréticos tiazídicos                                    | Farmacodinamia: Se debe evitar el uso simultáneo debido a que causan alteraciones electrolíticas como por ejemplo hipopotasemia y pueden aumentar el riesgo de arritmias malignas |
| Alcohol                                                  | Farmacodinamia: puede potenciar los efectos de la hidroxicina como su efecto sedantes o el de depresor del sistema nervioso central                                               |

## Uso clínico

### Indicaciones
1. Profilaxis crónica y tratamiento de reacciones alérgicas: Rinitis alérgica, reacciones de hipersensibilidad,dermatitis atópica.[8]
2. Utilizada para el tratamiento de trastornos de ansiedad generalizada debido a que antagoniza los receptores de histamina en el sistema nervioso central.[9]
3. Tratamiento de insomnio de despertar (mantener al paciente dormido): A pesar de que no es un medicamento de primera línea para el insomnio, suele recomendarse en ciertos casos para estas situaciones por su efecto sedante el cual induce el sueño.

### Efectos Adversos
Para la evaluación de las reacciones adversas (RAM) se tendrán en cuenta los criterios de la CIOSM.
| Reacciones adversas a hidroxicina                                 |                 |                                                                  |
| Sistema implicado                                                 | Grupo CIOSM     | Tipo de reacción                                                 |
| Trastornos psiquiatricos                                          | Poco frecuentes | Agitación y confusión                                            |
| Trastornos psiquiatricos                                          | Raros           | Desorientación y alucinaciones                                   |
| Trastornos psiquiatricos                                          | Muy raros       | Agresión, depresión y tics                                       |
| Sistema nervioso                                                  | Frecuentes      | Sedación, somnolencia                                            |
| Sistema nervioso                                                  | Poco frecuentes | Mareo, insomnio, temblor                                         |
| Sistema nervioso                                                  | Raros           | Convulsiones, discinesia                                         |
| Sistema nervioso                                                  | Muy raros       | Distonía y parestesia                                            |
| Trastornos Oculares                                               | Raros           | Visión borrosa                                                   |
| Trastornos Cardiacos                                              | Raros           | Paro cardiaco, fibrilación ventricular y taquicardia ventricular |
| Trastornos Cardiacos                                              | No conocida     | Arritmias ventriculares, prolongación de intervalo QT            |
| Trastornos Vasculares                                             | Raros           | Hipotensión                                                      |
| Sistema Gastrointestinal                                          | Frecuentes      | Estreñimiento                                                    |
| Trastornos renales y urinarios                                    | Raros           | Retención urinaria                                               |
| Trastornos generales y alteraciones en el lugar de administración | Raros           | Malestar, pirexia                                                |
| Trastornos generales y alteraciones en el lugar de administración | No conocida     | Astenia, edema                                                   |

### Contraindicaciones
- Embarazo y lactancia, se usa con  precaución durante estas etapas debido a la falta de datos de seguridad, es un medicamento de clasificación tipo C.
- Hipersensibilidad conocida a la hidroxicina o a otros antihistamínicos de la misma clase deben evitar uso.
- Glaucoma de ángulo estrecho: puede agravar la condición y aumentar la presión intraocular
- Retención urinaria: la hidroxicina puede causar retención urinaria, por lo que está contraindicado en personas con obstrucción del tracto urinario o dificultades para la micción
- Asma y enfermedad respiratoria grave: La hidroxicina puede tener efectos anticolinérgicos que pueden empeorar los síntomas respiratorios en personas con asma o enfermedad pulmonar obstructiva crónica (EPOC) grave.
- Puede empeorar las condiciones de úlceras pépticas estenosantes, lo que lleva a una mayor obstrucción y malestar gástrico.[10]

Pacientes pediátricos
Los efectos biológicos son más prolongados, teniendo mayor susceptibilidad a presentar estimulación y excitación del sistema nervioso con signos como alucinaciones, delirium, atetosis y convulsiones que pueden ser resistentes a la terapia. No se recomienda el uso del medicamento en menores de 5 años.
Pacientes de edad avanzada
Se debe reducir la dosis del fármaco a la mitad debido a su acción prolongada y la disminución en la eliminación aumentando el riesgo a efectos adversos como efectos anticolinérgicos.

### Presentaciones
Por sus propiedades fisicoquímicas y requisitos de conservación, entre los excipientes habituales para este producto nos podemos encontrar con los siguientes:
- Comprimido recubierto con película.
- Comprimidos recubiertos con película, de color blanco a blanquecino, de 10.0 mm x 40 mm con forma redonda, biconvexos, con una ranura en ambos lados. La ranura es sólo para facilitar el fraccionamiento y la deglución, pero no para dividir en dosis iguales.
- Jarabe 12,5 mg/ 5 ml y 10 mg/ 15 ml.
- Tabletas 25 - 30 - 50 mg.
- Solución Inyectable 100 mg / 2 ml.[12]

Nombres Comerciales:
HIDROXICINA®, CALMOFILASE®, CEDAR®, CLEMASKOV®, DROXIA®, HIDERAX®, HISTADREX®, INDOLGIN®. 

## Uso veterinario
Funciona para el tratamiento sintomático de la dermatitis alérgica por pulgas, atópica, alimentaria, por contacto, hipersensibilidad a las bacterias.